# Cochylis
Cochylis là một chi bướm đêm thuộc phân họ Tortricinae của họ Tortricidae.

## Các loài
- Cochylis aestiva (Walsingham, 1900)
- Cochylis aethoclasma Diakonoff, 1976
- Cochylis amoenana Kennel, 1899
- Cochylis anerista Razowski, 1984
- Cochylis argentinana Razowski, 1967
- Cochylis arthuri Dang, 1984
- Cochylis atricapitana (Stephens, 1852)
- Cochylis aurorana (Kearfott, 1907)
- Cochylis avita Razowski, 1997
- Cochylis bucera Razowski, 1997
- Cochylis campuloclinium Brown, 2006
- Cochylis carmelana (Kearfott, 1907)
- Cochylis cataphracta Razowski & Wojtusiak, 2006
- Cochylis caulocatax Razowski, 1984
- Cochylis defessana Mann, 1861
- Cochylis discerta Razowski, 1970
- Cochylis disputabilis (Walsingham, 1914)
- Cochylis dormitoria Razowski, 1997
- Cochylis dubitana (Hubner, [1796-1799])
- Cochylis epilinana Duponchel, in Godart, 1842
- Cochylis erromena Razowski, 1984
- Cochylis eupacria Razowski, 1984
- Cochylis eureta Razowski, 1984
- Cochylis eutaxia Razowski, 1984
- Cochylis eutheta Razowski, 1984
- Cochylis exomala Razowski, 1984
- Cochylis faustana (Kennel, 1919)
- Cochylis fidens Razowski & Becker, 2002
- Cochylis flabilis Razowski, 1993
- Cochylis flaviciliana (Westwood, in Wood, 1854)
- Cochylis formonana (Kearfott, 1907)
- Cochylis heratana Razowski, 1967
- Cochylis hoffmanana (Kearfott, 1907)
- Cochylis hospes Walsingham, 1884
- Cochylis hybridella (Hubner, [1810-1813])
- Cochylis indica Razowski, 1968
- Cochylis insipida Razowski, 1990
- Cochylis laetana Razowski, 1968
- Cochylis lutosa Razowski, 1967
- Cochylis maestana Kennel, 1899
- Cochylis methoeca Razowski & Becker, 1986
- Cochylis militariana Derra, 1992
- Cochylis molliculana Zeller, 1847
- Cochylis morosana Kennel, 1899
- Cochylis mystes Razowski, 1990
- Cochylis obtrusa Razowski & Becker, 1983
- Cochylis pallidana Zeller, 1847
- Cochylis parallelana Walsingham, 1879
- Cochylis philypna Razowski & Becker, 1994
- Cochylis piana (Kennel, 1919)
- Cochylis posterana Zeller, 1847
- Cochylis potrerillana Razowski, 1999
- Cochylis psychrasema (Meyrick in Caradja & Meyrick, 1937)
- Cochylis ringsi Metzler, 1999
- Cochylis rosaria Razowski & Becker, 1993
- Cochylis roseana (Haworth, [1811])
- Cochylis sagittigera Razowski & Becker, 1983
- Cochylis salebrana Mann, 1862
- Cochylis sannitica Trematerra, 1995
- Cochylis securifera Razowski & Becker, 1983
- Cochylis similana Razowski, 1963
- Cochylis telephora Razowski & Becker, 1994
- Cochylis temerana (Busck, 1907)
- Cochylis tephrodrypta Razowski, 1984
- Cochylis torva Razowski & Becker, 1983
- Cochylis transversana Walsingham, 1879
- Cochylis typhilinea Razowski, 1984
- Cochylis viscana (Kearfott, 1907)

## Hình ảnh

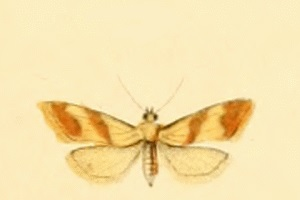
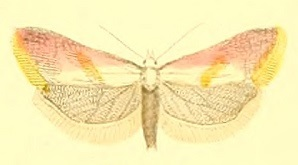
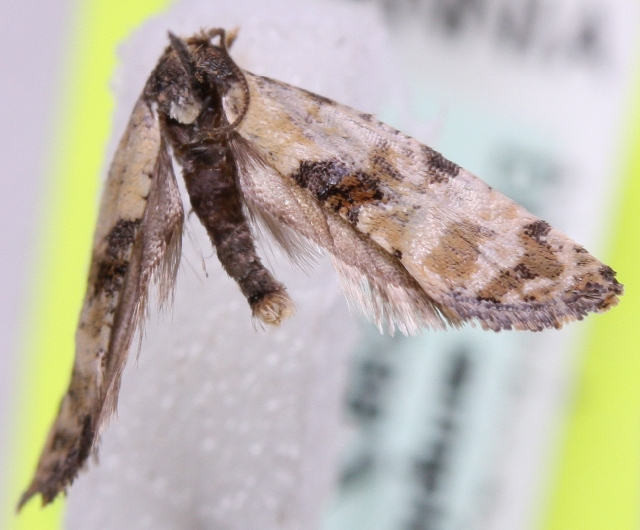
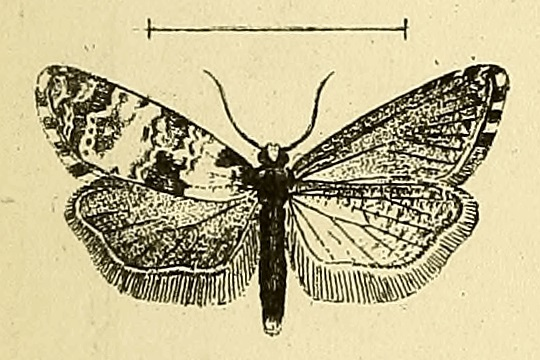